# Stenidius dolosus
Stenidius dolosus es una especie de coleóptero de la familia Anthicidae.

## Distribución geográfica
Habita en Uttaranchal (India).